# Anzai Kaito
Kaito Anzai (安西 海斗 Anzai Kaito, sinh ngày 19 tháng 2 năm 1998) là một cầu thủ bóng đá người Nhật Bản thi đấu cho Montedio Yamagata.

## Thống kê câu lạc bộ
Cập nhật đến ngày 23 tháng 2 năm 2017.
| Thành tích câu lạc bộ | Thành tích câu lạc bộ | Thành tích câu lạc bộ | Giải vô địch | Giải vô địch | Cúp                   | Cúp                   | Cúp Liên đoàn | Cúp Liên đoàn | Tổng cộng | Tổng cộng |
| Mùa giải              | Câu lạc bộ            | Giải vô địch          | Số trận      | Bàn thắng    | Số trận               | Bàn thắng             | Số trận       | Bàn thắng     | Số trận   | Bàn thắng |
| Nhật Bản              | Nhật Bản              | Nhật Bản              | Giải vô địch | Giải vô địch | Cúp Hoàng đế Nhật Bản | Cúp Hoàng đế Nhật Bản | J. League Cup | J. League Cup | Tổng cộng | Tổng cộng |
| --------------------- | --------------------- | --------------------- | ------------ | ------------ | --------------------- | --------------------- | ------------- | ------------- | --------- | --------- |
| 2016                  | Kashiwa Reysol        | J1 League             | 0            | 0            | 0                     | 0                     | 0             | 0             | 0         | 0         |
| Tổng                  | Tổng                  | Tổng                  | 0            | 0            | 0                     | 0                     | 0             | 0             | 0         | 0         |